# Primero así, y luego más
Primero así, y luego más es un álbum de estudio del grupo Ciudad Jardín perteneciente a la compañía discográfica Fonomusic editado en el año 1990 compuesto por 10 canciones.

## Lista de canciones
| N.º | Título                     | Duración |  |
| 1.  | «Misterio»                 |          |  |
| 2.  | «Allá en las alturas»      |          |  |
| 3.  | «Primero así, y luego más» |          |  |
| 4.  | «Es contagioso»            |          |  |
| 5.  | «La última oportunudad»    |          |  |
| 6.  | «Beber y bailar»           |          |  |
| 7.  | «E-206 (mi aditivo)»       |          |  |
| 8.  | «Una amiga calentadora»    |          |  |
| 9.  | «Si no estás conmigo»      |          |  |
| 10. | «Amor propio»              |          |  |